# Silene sennenii

Mapa distribuició Silene sennenii

Silene sennenii és una planta endèmica de l'Empordà en greu perill d'extinció.
L'any 1905 Carles Pau va descobrir-la a la plana empordanesa i la va descriure per primera vegada (Pau, 1905). Des de llavors, es va anar trobant en diferents indrets, existint nombroses cites als voltants de la ciutat de Figueres i els municipis propers. A partir dels anys noranta, no obstant això, l'augment de l'interès en la conservació de la nostra flora va portar la comunitat científica i naturalista a fixar-se en aquesta espècie i a constatar la seva desaparició en algunes de les localitats on havia estat trobada en el passat. Està inclosa a la llista Vermella de la UICN.

## Taxonomia i nomenclatura
- Silene sennenii (1905) Pau[3]
  - S. italica subsp. sennenii (Pau) (1974)[4]
  - S. saxíIraga subsp. sennenii (Pau) (1976)[5]

L'espècie va ser descrita pel botànic i farmacèutic de Sogorb Carlos Pau l'any 1905 i avui dia ofereix pocs dubtes respecte al seu rang específic. Tot i això, existeixen dues flores que la consideren a nivell de subespècie. Jeanmonod rebutja les combinacions de Bolòs & Vigo i de Malagarriga i referma la idea que es tracta d'una espècie ben diferenciada.
Hi ha un consens generalitzat sobre la identitat taxonòmica de Silene sennenii, tal com es veu reflectit a la majoria de treballs sobre el gènere. Tanmateix, en alguns casos s'ha rebaixat el seu rang al de subespècie: Silene italica subsp.sennenii(Pau)a la Flora dels Països Catalans o S. saxifraga subsp. sennenii(Pau), al Catálogo de plantas del Alt Empordà. Aquestes combinacions són rebutjades per Jeanmonod a la seva monografia sobre la secció Siphonomorpha Otth.

## Descripció i identitat taxonòmica
Silene sennenii és un hemicriptòfit amb tiges floríferes ascendents d'entre 15 i 80 cm. Fulles estretament el·líptiques a lanceolades, agudes, atenuades en el pecíol, amb pèls no glandulars. Flors actinomorfes, pentàmeres, proteràndriques i agrupades en dicasis, amb la corol·la de color blanc o rosat on els pètals, que mesuren entre 7 i 9 mm, es repleguen en les hores d'insolació. Pedicels de 4 a 8 mm, glabres. Bràctees més curtes que els pedicels, ovadolanceolades. Calze d'entre 13 i 15 mm, amplament ovat o suborbicular, amb el marge escariós i ample. Càpsules 8-9 x 4-5 mm amb nombroses llavors (40-70 per fruit) de 0,9-1 x 1-1,3 mm.
El període de floració s'estén des del mes de juliol fins al mes d'octubre, amb especial intensitat a finals d'estiu. Presenta pol·linització entomòfila, principalment per lepidòpters d'hàbits nocturns o crepusculars (Rhodometra sacraria, Antigastra catalaunalis, Calophasia platyptera, Macdunnoughia confusa, Autographa gamma, Mythimna farrago, Herse convolvuli i Macroglossum stellatarum), encara que també s'han observat casos aïllats de visites diürnes per part d'himenòpters (Lassioglossum sp., A B 5 Amegilla sp. i Apis mellifera).

## Hàbitat i conservació
Silene sennenii creix gairebé exclusivament en fenassars (Brachypodietum phoenicoidis Br.-Bl), comunitat que, en la majoria de casos, està associada actualment a l'Alt Empordà als marges dels camps de cultiu, talussos i, excepcionalment, en cultius abandonats, en una alçada d'entre 15 i 100 metres. El comportament fitocenològic de la silene de Sennen va ser estudiat per Garcia & Gesti el 2002. L'espècie pot aparèixer en altres ambients de manera secundària i tolera una lleugera ruderalització del sòl. A part de Brachypodium phoenicoides, es troba habitualment acompanyada d'Eryngium campestre, Dactylis glomerata subsp. hispanica, Foeniculum vulgare, Ononis tridentata, Clematis flammula, Rubus ulmifolius, Silene vulgaris i Avena barbata. No només l'escassetat de l'hàbitat amenaça Silene sennenii; la disminució de qualitat d'aquest també afecta l'espècie. Molts dels nuclis poblacionals es troben propers a àrees urbanes o industrials, amb el consegüent deteriorament de l'hàbitat a causa de la freqüentació i l'acumulació de runa i altres restes. A més altres factors, entre ells la contaminació lumínica o la utilització de productes fitosanitaris als camps adjacents, poden afectar la xarxa de pol·linitzadors i, per tant, a la reproducció d'aquesta espècie.

### Poblacions actuals
Un inventari realitzat el 2008 ha identificat cinc poblacions:

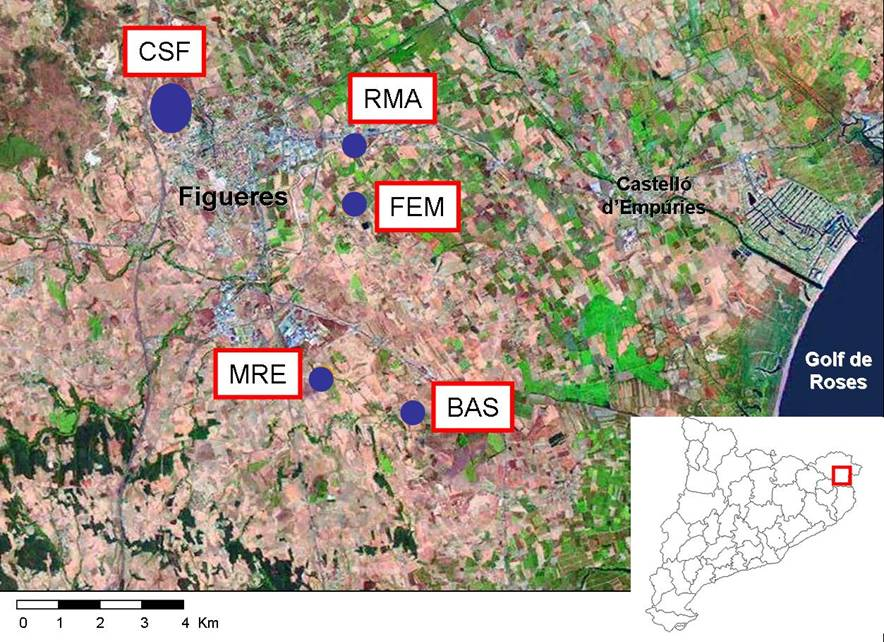
Mapa de la població actual

- Castell de Sant Ferran (CSF): Situada al voltant d'aquesta fortalesa militar del segle xviii als afores de Figueres, és la població més nombrosa -3097 individus
- Baseia (BAS): És la segona població en nombre d'individus -1011
- Riu Manol (RMA): Població lineal situada en un fenassar limitat per un camí a la riba esquerra del riu Manol, a l'altura de Vilatenim. L'any 2008 aquesta població tenia 130 individus.
- El Far d'Empordà (FEM): Població situada en un ampli talús entre un camp de conreu i el nucli urbà. Entre aquesta població i l'anterior (RMA) es troben alguns individus aïllats en marges de camins rurals i camps de cultiu. La població comptava amb 69 individus
- Mas Renart (MRE): Població que el 2008 comptava únicament amb un únic individu.

La principal amenaça a la qual està sotmesa aquesta espècie és la disminució i pèrdua de qualitat del seu hàbitat per l'expansió de zones urbanitzades per la transformació en cultius de regadiu d'alguns conreus al voltant dels quals creix (J. Font, com. pers.) i per la proliferació de la planta invasora cua de rata.
Una altra afectació important són les estassades a les quals es sotmeten els marges de camins o carreteres a finals d'estiu. Aquestes estassades afecten de forma directa al cicle reproductiu de la planta, ja que en l'època en què es fan no tots els fruits han madurat i no s'ha acabat de produir la dispersió de les granes. També es troba amenaçada de forma important la xarxa de pol·linitzadors.
Des del 2008 s'està portant a terme un projecte de preservar l'espècie, on hi participen L'ajuntament de Figueres, la Diputació de Girona i la Caixa a l'entorn del Castell de Sant Ferran de Figueres, paral·lelament la universitat de Barcelona i la de Girona porten a cap un projecte d'investigació sobre la genètica, pol·linitzadors, falta d'hàbitats i la posada en marxa d'un banc de llavors de Silene sennenii a Blanes.

## Biologia
Es tracta d'una espècie proteràndrica: els botons florals madurs s'obren al capvespre, es despleguen els pètals i resten les flors obertes amb un primer verticil de 5 estams erectes, que contenen pol·len, fins l'endemà al matí, en què els pètals es repleguen i la flor resta aparentment marcida. Al capvespre de la segona nit, novament s'obren les flors, que presenten un segon verticil de 5 estams dreçats i exposats, mentre que els 5 corresponents a la nit anterior apareixen vinclats i buits de pol·len, amb les anteres fora de l'abast dels pol·linitzadors i, passada la matinada, el matí següent tornen a replegar-se els pètals. Finalment, la tercera nit, el desplegament dels pètals deixa pas a l'estat femení de la flor, en aquest cas amb l'emergència de tres estils exerts que es mantenen oberts i receptius fins l'endemà al matí, quan la flor torna a l'estat de repòs; cada flor pot romandre en aquesta fase femenina entre una i tres nits.

## Protecció legal
L'espècie és catalogada com a «en perill d'extinció» al Catàleg de flora amenaçada de Catalunya. No existeix cap mena de protecció legal a nivell estatal o europeu.

## Diversitat genètica
L'any 2007 es va publicar un estudi sobre la diversitat genètica de Silene sennenii. En aquest treball científic, que pot considerar-se com el primer dedicat explícitament i específicament a la conservació d'aquesta espècie, s'empraven el sal·loenzims,un marcador genètic àmpliament utilitzat, per avaluar l'estat de conservació d'aquesta espècie i els efectes de la fragmentació poblacional. Globalment, els nivells de diversitat genètica de Silene sennenii trobats són baixos, encara que dins del rang esperable per a una espècie endèmica i rara. La distribució d'aquesta diversitat, no obstant això, és irregular, essent les poblacions més grans les més diverses, irevelen un efecte negatiu de la reducció de la mida poblacional sobre la diversitat genètica. Alhora, l'existència d'al·lels exclusius en algunes de les poblacions, així com les diferències en les proporcions al·lèliques, mostren que aquestes estan aïllades entre si. Per tant, malgrat que les distàncies geogràfiques entre nuclis poblacionals són molt petites (inferiors als cinc quilòmetres), elflux genètic entre ells és força limitat. La progressiva disminució de la mida de les poblacions, així com la desaparició de nuclis intermedis entre elles, està conduint a un empobriment genètic de Silene sennenii.